# European Cup 10000m 2006
De European Cup 10000m 2006 was de tiende editie van de European Cup 10000m, een Europees kampioenschap, waar landenteams in twee categorieën strijden. De wedstrijd vond plaats in Antalya in Turkije op 15 april. De wedstrijd werd georganiseerd door de atletiekbond van Turkije, in samenwerking met de European Athletic Association. 
De European Cup 10000m 2006 bestond uit twee wedstrijden, een voor mannen en een voor vrouwen. In totaal deden er 33 mannen en 26 vrouwen mee. Verrassing van de dag was Elvan Abeylegesse, die na tien wedstrijdloze maanden haar persoonlijke en nationale record met ruim twee minuten verbeterde.

## Belgische deelnemers
| Plaats | Naam             | Categorie | Tijd     |
| ------ | ---------------- | --------- | -------- |
| 5e     | Fatiha Baouf     | vrouwen   | 32.36,23 |
| 6e     | Nathalie De Vos  | vrouwen   | 32.36,84 |
| 8e     | Guy Fays         | mannen    | 28.57,09 |
| 11e    | Jesse Stroobants | mannen    | 29.05,07 |
| 12e    | Anja Smolders    | vrouwen   | 33.04,06 |
| 30e    | Rik Ceulemans    | mannen    | 30.27,03 |

## Nederlandse deelnemers
| Plaats | Naam               | Categorie | Tijd     |
| ------ | ------------------ | --------- | -------- |
| 14e    | Selma Borst        | vrouwen   | 33.06,38 |
| 17e    | Patrick Stitzinger | mannen    | 29.12,66 |

## Uitslagen

### Mannen
| rang   | naam             | land | tijd     |      |
| ------ | ---------------- | ---- | -------- | ---- |
| Goud   | Mokhtar Benhari  | FRA  | 28.47,22 |      |
| Zilver | Ricardo Serrano  | ESP  | 28.50,18 | (SB) |
| Brons  | Ismaïl Sghyr     | FRA  | 28.51,14 | (SB) |
| 4      | José Ramos       | POR  | 28.52,13 |      |
| 5      | Viktor Röthlin   | SUI  | 28.52,86 |      |
| 6      | Marco Mazza      | ITA  | 28.53,47 | (SB) |
| 7      | André Pollmächer | GER  | 28.54,47 |      |
| 8      | Guy Fays         | BEL  | 28.57,09 |      |
| 9      | Pierre Joncheray | FRA  | 28.59,06 |      |
| 10     | Marius Ionescu   | ROU  | 29.01,83 | (PB) |

### Vrouwen
| rang   | naam               | land | tijd     |      |
| ------ | ------------------ | ---- | -------- | ---- |
| Goud   | Elvan Abeylegesse  | TUR  | 30.21,67 | (NR) |
| Zilver | Silvia Weissteiner | ITA  | 32.30,55 | (PB) |
| Brons  | Krisztina Papp     | HUN  | 32.31,54 | (PB) |
| 4      | Christelle Daunay  | FRA  | 32.35,59 |      |
| 5      | Fatiha Baouf       | BEL  | 32.36,23 | (PB) |
| 6      | Nathalie De Vos    | BEL  | 32.36,84 | (PB) |
| 7      | Ana Dias           | POR  | 32.37,76 | (SB) |
| 8      | Yamna Oubohou      | FRA  | 32.39,04 | (SB) |
| 9      | Anália Rosa        | POR  | 32.44,93 | (PB) |
| 10     | Teresa Recio       | ESP  | 32.45,51 | (SB) |

### Teamstanden mannen
| rang   | land      | tijd       |
| ------ | --------- | ---------- |
| Goud   | Frankrijk | 1:26.37,42 |
| Zilver | Portugal  | 1:27.09,16 |
| Brons  | Italië    | 1:27.10,52 |

### Teamstanden vrouwen
| rang   | land     | tijd       |
| ------ | -------- | ---------- |
| Goud   | België   | 1:38.17,13 |
| Zilver | Italië   | 1:38.38,35 |
| Brons  | Portugal | 1:39.05,39 |